# 朱村砖塔
朱村砖塔，位于山西省临汾市翼城县王庄乡朱村。
朱村砖塔建于清雍正四年（1726年），是一座圆形实心砖塔，高15米，直径1.8米，三级密檐式。基座石砌方形。 
1987年8月20日，朱村砖塔公布为翼城县文物保护单位。